# Фримонт (Висконсин)
Фримонт (енгл. Fremont) град је у америчкој савезној држави Висконсин.

## Демографија
По попису из 2010. године број становника је 679, што је 13 (2,0%) становника више него 2000. године.
| Група             | 2000.       | 2010.       |
| Белци             | 652 (97,9%) | 658 (96,9%) |
| Афроамериканци    | 1 (0,2%)    | 1 (0,1%)    |
| Азијати           | 0 (0,0%)    | 3 (0,4%)    |
| Хиспаноамериканци | 7 (1,1%)    | 14 (2,1%)   |
| Укупно            | 666         | 679         |